# Campeonato Mineiro Segunda Divisão 2020
In 2020 werd het 27ste Campeonato Mineiro Segunda Divisão gespeeld voor voetbalclubs uit de Braziliaanse staat Minas Gerais, waarbij de competitie het derde niveau was van het Campeonato Mineiro. De competitie werd georganiseerd door de FMF en werd gespeeld van 21 november 2020 tot 31 januari 2021. Door de coronacrisis in Brazilië ging de competitie later van start dan gepland. Aymorés werd kampioen.

## Eerste fase

### Groep A
| Plaats | Club                   | Wed. | W | G | V | Saldo | Ptn. |
| ------ | ---------------------- | ---- | - | - | - | ----- | ---- |
| 1.     | Poços de Caldas        | 4    | 2 | 2 | 0 | 5:1   | 8    |
| 2.     | Uberaba                | 4    | 2 | 2 | 0 | 5:1   | 8    |
| 3.     | Santarritense          | 4    | 1 | 2 | 1 | 6:4   | 5    |
| 4.     | Atlético Três Corações | 4    | 1 | 2 | 1 | 6:4   | 5    |
| 5.     | Passense               | 4    | 0 | 0 | 4 | 0:12  | 0    |

|  | Geplaatst voor tweede fase |

### Groep B
| Plaats | Club                     | Wed. | W | G | V | Saldo | Ptn. |
| ------ | ------------------------ | ---- | - | - | - | ----- | ---- |
| 1.     | Aymorés                  | 4    | 4 | 0 | 0 | 12:3  | 12   |
| 2.     | União Luziense           | 4    | 2 | 1 | 1 | 6:1   | 7    |
| 3.     | Contagem                 | 4    | 2 | 0 | 2 | 3:6   | 6    |
| 4.     | América de Teófilo Otoni | 4    | 1 | 1 | 2 | 7:6   | 4    |
| 5.     | Betis                    | 4    | 0 | 0 | 4 | 2:14  | 0    |

|  | Geplaatst voor tweede fase |

## Tweede fase
| Plaats | Club            | Wed. | W | G | V | Saldo | Ptn. |
| ------ | --------------- | ---- | - | - | - | ----- | ---- |
| 1.     | Aymorés         | 5    | 4 | 1 | 0 | 10:0  | 13   |
| 2.     | União Luziense  | 5    | 4 | 0 | 1 | 12:4  | 12   |
| 3.     | Uberaba         | 5    | 2 | 1 | 2 | 2:5   | 7    |
| 4.     | Poços de Caldas | 5    | 2 | 0 | 3 | 3:7   | 6    |
| 5.     | Santarritense   | 5    | 1 | 1 | 3 | 5:10  | 4    |
| 6.     | Contagem        | 5    | 0 | 1 | 4 | 2:8   | 1    |

|  | Promotie naar Modúlo II |

### Kampioen
| Campeonato Mineiro de 2020 - Segunda Divisão |
| -------------------------------------------- |
| AYMORÉS 1º Titel                             |